# Scarface (film din 1983)
Scarface este un film epic din 1983 regizat de Brian De Palma, scris de Oliver Stone și din a cărui distribuție face parte Al Pacino în rolul lui Tony Montana.
O reeditare după filmul cu același nume al lui Howard Hawks din 1932, filmul spune povestea unui refugiat cubanez care ajunge în Florida în 1980, ca urmare a exodului din portul Mariel. Montana devine gangster și ajunge implicat în afacerile cu cocaină din anii '80. Filmul urmărește ascensiunea sa în lumea interlopă din Miami, dar și sfârșitul tragic.
Filmul este dedicat lui Howard Hawks și Ben Hecht, scenariștii peliculei din 1932.
Reacțiile la lansarea filmului au oscilat, filmul fiind foarte criticat pentru violență și limbaj explicit. Cu toate acestea, filmul s-a clasat pe primele locuri în Box Office căpătându-și în timp statutul de film idol.

## Distribuție
- Al Pacino — Tony Montana
- Steven Bauer — Manny Ribera
- Michelle Pfeiffer — Elvira Hancock
- Mary Elizabeth Mastrantonio — Gina Montana
- Robert Loggia — Frank Lopez
- F. Murray Abraham — Omar Suárez
- Harris Yulin — Mel Bernstein
- Paul Shenar — Alejandro Sosa
- Ángel Salazar — Chi Chi
- Pepe Serna — Angel Fernandez
- Míriam Colón — Georgina „Mama” Montana
- Al Israel — Hector „The Toad”

## Nominalizări
- Premiul Globul de Aur pentru cea mai bună coloană sonoră — Giorgio Moroder
- Premiul Globul de Aur pentru cel mai bun actor (dramă) — Al Pacino
- Premiul Globul de Aur pentru cel mai bun actor în rol secundar — Steven Bauer